# Martin Vondrášek
Martin Vondrášek (* 1. srpna 1973 Broumov) je český policista, od dubna 2022 policejní prezident Policie České republiky, v letech 2014 až 2022 první náměstek policejního prezidenta Policie ČR.

## Vzdělání a kariéra
Vystudoval Střední odbornou školu elektrotechnickou v Hronově. Vysokoškolské vzdělání získal na Policejní akademii České republiky v Praze a magisterské na Pedagogické fakultě Masarykovy univerzity. Studoval také na Středoevropské policejní akademii (MEPA).
V roce 1993 začal působit u pořádkové i cizinecké policie. Do října 2008 působil jako náměstek na okresním ředitelství v Náchodě, následně ve stejné funkci pokračoval v Praze. V letech 2011–2014 stál v čele celé pražské policie, poté se stal prvním náměstkem policejního prezidenta. V roce 2016 byl prezidentem republiky Milošem Zemanem jmenován brigádním generálem a v roce 2020 generálmajorem. Roku 2020 jej prezident Zeman rovněž vyznamenal medailí Za zásluhy.
Dne 1. dubna 2022 se stal policejním prezidentem Policie ČR, když ve funkci nahradil odstoupivšího Jana Švejdara. Do funkce jej ustanovil ministr vnitra Vít Rakušan. Prezident republiky Petr Pavel jej 8. května 2023 povýšil do hodnosti generálporučíka.

## Kritika
V roce 2012 jako šéf pražské policie čelil kritice kvůli zásahu jeho podřízených u dopravní nehody lobbisty Romana Janouška. Ten byl později odsouzen na 4,5 roku vězení za těžké ublížení na zdraví a řízení pod vlivem návykové látky. Policejní prezident Petr Lessy nepřímo vyzval Vondráška, aby kvůli pochybením v postupu policie odešel z funkce. Vondrášek to odmítl, vedení pražské policie později za chyby potrestalo čtyři policisty snížením platu a jednomu udělilo napomenutí.
V srpnu 2023 prohlásil v pořadu Spotlight, že oznámení žen o sexuálním násilí jsou velmi často smyšlená. Později se za své výroky omluvil.

### Střelba na Filozofické fakultě Univerzity Karlovy
Po střelbě na Filozofické fakultě Univerzity Karlovy dne 21. prosince 2023 Vondrášek uvedl, že „Nebýt rychlého zákroku PČR, tak by obětí bylo uvnitř objektu násobně více.“ V den útoku prohlásil, že se útočník inspiroval podobným útokem v Rusku a měl azbukou psaný účet na Telegramu. O jeho závěrech informovala řada médií. Věrohodnost této informace byla ovšem později zpochybněna.
Dne 20. června 2024 obvinila matka jedné z obětí Vondráška a ministra vnitra Rakušana ze lhaní a z nedostatku sebereflexe, a vyzvala je k rezignaci. Vondrášek uznal, že komunikace s vedením Filozofické fakulty „nebyla ideální“, ale upozornil, že podle šetření GIBS „objektivně těm následkům nešlo zabránit“. Zákrok policie označil za „extrémně rychlý“ a „odvážný“ a policistům vyjádřil svůj „obdiv“ a podporu.